# Af Wetterstedt
af Wetterstedt är ett antal befryndade svenska adelsätter, av vilka två alltjämt fortlever. Den 31 december 2013 var 26 personer med efternamnet af Wetterstedt bosatta i Sverige.
Ätternas gemensamma anfader är borgmästaren i Hjo och Örebro Joakim Wetterstedt (1687-1754). Dennes son, sedermera landshövdingen Erik Wetterstedt (1736-1822) adlades den 7 oktober 1772 med tillägget av ett "af" till sitt tidigare namn. Hans ätt introducerades 1776 på Riddarhuset med ättenummer 2093. År 1801 utnämndes han till kommendör av Nordstjärneorden och hans ätt upphöjdes därmed automatiskt till kommendörsätt med nummer 2093 A. Den 11 oktober 1806 upphöjdes Erik vidare till friherre, dock med begränsningen att denna värdighet inte skulle komma att tillfalla alla hans efterkommande utan endast äldste sonen i respektive generation (så kallad primogenitur). Denna friherrliga ätt introducerades 1808 med nummer 327.
Såväl kommendörsätten som friherrliga ätten af Wetterstedt fortlever i dag. Nuvarande (2011) huvudmän är, för friherrliga ätten, Anders af Wetterstedt (född 1938) och, för kommendörsätten, Johan af Wetterstedt (född 1961).
Utöver dessa båda ätter har det även funnits en grevlig ätt af Wetterstedt. Denna uppstod då Erik af Wetterstedts äldste son med Anna Kristina Bladh, utrikesministern med mera Gustaf af Wetterstedt (1776-1837) den 11 maj 1819 upphöjdes till greve (i enlighet med § 37 i 1809 års regeringsform, innebärandes att endast ättens huvudman innehar denna värdighet). Han introducerades som sådan 1821 med nummer 136, men slöt, såsom barnlös, själv denna ätt.

## Personer med efternamnet af Wetterstedt
- Erik af Wetterstedt (1736–1822), ämbetsman, bl.a. landshövding i Uppsala län
- Gustaf af Wetterstedt (1776–1837), utrikesstatsminister och personlig rådgivare till Carl XIV Johan
- Niklas Joakim af Wetterstedt (1780–1855), kansliråd, riksheraldiker, tecknare och författare
- Johan Erik af Wetterstedt (1784–1863), militär
- Nils Erik Wilhelm af Wetterstedt (1815–1887), diplomat och operaöversättare
- Gustaf Robert af Wetterstedt (1853-1921), agronom, sekreterare i Gotlands läns hushållningssällskap
- Nils Wilhelm Uno af Wetterstedt (1858–1917), militär
- Gustaf af Wetterstedt (1868–1956), överste